# Kim Pan-keun
Dans ce nom coréen, le nom de famille, Kim, précède le nom personnel.
Kim Pan-keun (coréen : 김판근) (né le 5 mars 1966 en Corée du Sud) est un footballeur international sud-coréen, qui évoluait au poste de défenseur, avant de devenir entraîneur.

## Biographie

### Carrière de joueur

#### Carrière en sélection
Avec l'équipe de Corée du Sud, il joue 51 matchs (pour 3 buts inscrits) entre 1983 et 1996. Il figure notamment dans le groupe des sélectionnés lors de la coupe du monde de 1994.
Il participe également aux JO de 1988, ainsi qu'à la coupe d'Asie des nations de 1996.

## Palmarès
Daewoo Royals
- Championnat de Corée du Sud (2) :
  - Champion : 1987 et 1991.
  - Vice-champion : 1983 et 1990.

- Ligue des champions de l'AFC (1) :
  - Vainqueur : 1986.